# Grand Prix mondial de volley-ball 2013
Navigation
Grand Prix 2012 Grand Prix 2014
Le Grand Prix mondial de volley-ball 2013 est une compétition de volley-ball féminin comprenant 20 nations organisée du 2 août au 1er septembre 2013. La phase finale comprenant 6 nations, dont le Japon qualifiée d'office, se déroulera à Sapporo au Japon, du 28 août au 1er septembre 2013.

## Équipes participantes
| Amérique du Nord | Amérique du Sud                                                                                | Afrique                                                 | Asie | Europe |
| --- | ---------------------------------------------------------------------------------------------- | ------------------------------------------------------- | --- | --- |
| États-Unis(Vainqueur de la Coupe panaméricaine 2012) Cuba (3e de la Coupe panaméricaine de 2012) République dominicaine (4e de la Coupe panaméricaine de 2012) Porto Rico (6e de la Coupe panaméricaine de 2012) | Brésil (2e de la Coupe panaméricaine de 2012) Argentine (5e de la Coupe panaméricaine de 2012) | Algérie (Meilleure équipe africaine au classement FIVB) | Japon (Wild card) Chine (Wild card) Thaïlande (Vainqueur de la Coupe d'Asie 2012) Kazakhstan (3e de la Coupe d'Asie 2012) | Italie (Meilleure équipe européenne au classement FIVB) Russie (2e meilleure équipe européenne au classement FIVB) Turquie (3e meilleure équipe européenne au classement FIVB) Allemagne (4e meilleure équipe européenne au classement FIVB) Tchéquie (Vainqueur de la Ligue européenne 2012) Bulgarie (2e de la Ligue européenne 2012) Serbie (3e de la Ligue européenne 2012) Pays-Bas (4e de la Ligue européenne 2012) Pologne (Wild card) |

## Tournois préliminaires

### Premier week-end
| Groupe A                                         | Groupe B                                                                | Groupe C                                      | Groupe D                                  | Groupe E                                                 |
| ------------------------------------------------ | ----------------------------------------------------------------------- | --------------------------------------------- | ----------------------------------------- | -------------------------------------------------------- |
| Site : Campinas Brésil États-Unis Pologne Russie | Site : Saint-Domingue République dominicaine Serbie Porto Rico Tchéquie | Site : Ankara Japon Thaïlande Turquie Algérie | Site : Macao Chine Cuba Pays-Bas Bulgarie | Site : Montichiari Italie Allemagne Argentine Kazakhstan |

#### Groupe A
| # | Équipe     | Pts | J | G | Gt | Pt | P | Sp | Sc | Ratio | Pp  | Pc  | Ratio |
| 1 | Brésil     | 8   | 3 | 2 | 1  | 0  | 0 | 9  | 4  | 2.25  | 302 | 267 | 1.131 |
| 2 | États-Unis | 6   | 3 | 2 | 0  | 0  | 1 | 7  | 4  | 1.75  | 253 | 231 | 1.095 |
| 3 | Russie     | 3   | 3 | 0 | 1  | 1  | 1 | 6  | 8  | 0.75  | 301 | 322 | 0.935 |
| 4 | Pologne    | 1   | 3 | 0 | 0  | 1  | 2 | 3  | 9  | 0.333 | 254 | 290 | 0.876 |

#### Groupe B
| # | Équipe                 | Pts | J | G | Gt | Pt | P | Sp | Sc | Ratio | Pp  | Pc  | Ratio |
| 1 | Serbie                 | 9   | 3 | 3 | 0  | 0  | 0 | 9  | 1  | 9     | 250 | 202 | 1.238 |
| 2 | République dominicaine | 6   | 3 | 2 | 0  | 0  | 1 | 6  | 4  | 1.5   | 223 | 219 | 1.018 |
| 3 | Tchéquie               | 3   | 3 | 1 | 0  | 0  | 2 | 4  | 6  | 0.667 | 227 | 228 | 0.996 |
| 4 | Porto Rico             | 0   | 3 | 0 | 0  | 0  | 3 | 1  | 9  | 0.111 | 197 | 248 | 0.794 |

#### Groupe C
| # | Équipe    | Pts | J | G | Gt | Pt | P | Sp | Sc | Ratio | Pp  | Pc  | Ratio |
| 1 | Japon     | 9   | 3 | 3 | 0  | 0  | 0 | 9  | 1  | 9     | 248 | 175 | 1.417 |
| 2 | Turquie   | 6   | 3 | 2 | 0  | 0  | 1 | 7  | 3  | 2.333 | 243 | 213 | 1.141 |
| 3 | Thaïlande | 3   | 3 | 1 | 0  | 0  | 2 | 3  | 6  | 0.5   | 201 | 185 | 1.086 |
| 4 | Algérie   | 0   | 3 | 0 | 0  | 0  | 3 | 0  | 9  | 0     | 106 | 225 | 0.471 |

#### Groupe D
| # | Équipe   | Pts | J | G | Gt | Pt | P | Sp | Sc | Ratio | Pp  | Pc  | Ratio |
| 1 | Chine    | 9   | 3 | 3 | 0  | 0  | 0 | 9  | 1  | 9     | 246 | 191 | 1.288 |
| 2 | Bulgarie | 6   | 3 | 2 | 0  | 0  | 1 | 6  | 4  | 1.5   | 230 | 198 | 1.162 |
| 3 | Pays-Bas | 3   | 3 | 1 | 0  | 0  | 2 | 5  | 6  | 0.833 | 241 | 235 | 1.026 |
| 4 | Cuba     | 0   | 3 | 0 | 0  | 0  | 3 | 0  | 9  | 0     | 132 | 225 | 0.587 |

#### Groupe E
| # | Équipe     | Pts | J | G | Gt | Pt | P | Sp | Sc | Ratio | Pp  | Pc  | Ratio |
| 1 | Italie     | 9   | 3 | 3 | 0  | 0  | 0 | 9  | 1  | 9     | 252 | 203 | 1.241 |
| 2 | Argentine  | 4   | 3 | 0 | 2  | 0  | 1 | 6  | 7  | 0.857 | 257 | 275 | 0.935 |
| 3 | Allemagne  | 4   | 3 | 1 | 0  | 1  | 1 | 6  | 7  | 0.857 | 293 | 279 | 1.05  |
| 4 | Kazakhstan | 1   | 3 | 0 | 0  | 1  | 2 | 3  | 9  | 0.333 | 234 | 279 | 0.839 |

### Second week-end
| Groupe F                                           | Groupe G                                                          | Groupe H                                        | Groupe I                                          | Groupe J                                           |
| -------------------------------------------------- | ----------------------------------------------------------------- | ----------------------------------------------- | ------------------------------------------------- | -------------------------------------------------- |
| Site : Belgrade États-Unis Serbie Pays-Bas Algérie | Site : Mayagüez Brésil Porto Rico République dominicaine Bulgarie | Site : Płock Japon Allemagne Pologne Kazakhstan | Site : Hong Kong Chine Turquie Argentine Tchéquie | Site : Iekaterinbourg Russie Italie Thaïlande Cuba |

#### Groupe F
| # | Équipe     | Pts | J | G | Gt | Pt | P | Sp | Sc | Ratio | Pp  | Pc  | Ratio |
| 1 | États-Unis | 8   | 3 | 2 | 1  | 0  | 0 | 9  | 2  | 4.5   | 260 | 179 | 1.453 |
| 2 | Serbie     | 7   | 3 | 2 | 0  | 1  | 0 | 8  | 3  | 2.667 | 243 | 199 | 1.221 |
| 3 | Pays-Bas   | 3   | 3 | 1 | 0  | 0  | 2 | 3  | 6  | 0.5   | 178 | 178 | 1     |
| 4 | Algérie    | 0   | 3 | 0 | 0  | 0  | 3 | 0  | 9  | 0     | 100 | 225 | 0.444 |

#### Groupe G
| # | Équipe                 | Pts | J | G | Gt | Pt | P | Sp | Sc | Ratio | Pp  | Pc  | Ratio |
| 1 | Bulgarie               | 7   | 3 | 2 | 0  | 1  | 0 | 8  | 4  | 2     | 284 | 252 | 1.127 |
| 2 | Brésil                 | 6   | 3 | 2 | 0  | 0  | 1 | 7  | 4  | 1.75  | 259 | 218 | 1.188 |
| 3 | République dominicaine | 5   | 3 | 1 | 1  | 0  | 1 | 7  | 5  | 1.4   | 264 | 274 | 0.964 |
| 4 | Porto Rico             | 0   | 3 | 0 | 0  | 0  | 3 | 0  | 9  | 0     | 162 | 225 | 0.72  |

#### Groupe H
| # | Équipe     | Pts | J | G | Gt | Pt | P | Sp | Sc | Ratio | Pp  | Pc  | Ratio |
| 1 | Japon      | 8   | 3 | 2 | 1  | 0  | 0 | 9  | 3  | 3     | 277 | 244 | 1.135 |
| 2 | Allemagne  | 7   | 3 | 2 | 0  | 1  | 0 | 8  | 4  | 2     | 275 | 230 | 1.196 |
| 3 | Pologne    | 3   | 3 | 1 | 0  | 0  | 2 | 3  | 6  | 0.5   | 191 | 197 | 0.97  |
| 4 | Kazakhstan | 0   | 3 | 0 | 0  | 0  | 3 | 2  | 9  | 0.222 | 196 | 268 | 0.731 |

#### Groupe I
| # | Équipe    | Pts | J | G | Gt | Pt | P | Sp | Sc | Ratio | Pp  | Pc  | Ratio |
| 1 | Chine     | 8   | 3 | 2 | 1  | 0  | 0 | 9  | 2  | 4.5   | 250 | 204 | 1.225 |
| 2 | Turquie   | 7   | 3 | 2 | 0  | 1  | 0 | 8  | 4  | 2     | 281 | 240 | 1.171 |
| 3 | Tchéquie  | 3   | 3 | 1 | 0  | 0  | 2 | 3  | 7  | 0.429 | 196 | 237 | 0.827 |
| 4 | Argentine | 0   | 3 | 0 | 0  | 0  | 3 | 2  | 9  | 0.222 | 235 | 281 | 0.836 |

#### Groupe J
| # | Équipe    | Pts | J | G | Gt | Pt | P | Sp | Sc | Ratio | Pp  | Pc  | Ratio |
| 1 | Russie    | 9   | 3 | 3 | 0  | 0  | 0 | 9  | 2  | 4.5   | 260 | 218 | 1.193 |
| 2 | Italie    | 6   | 3 | 2 | 0  | 0  | 1 | 7  | 3  | 2.333 | 234 | 205 | 1.141 |
| 3 | Thaïlande | 3   | 3 | 1 | 0  | 0  | 2 | 3  | 7  | 0.429 | 220 | 236 | 0.932 |
| 4 | Cuba      | 0   | 3 | 0 | 0  | 0  | 3 | 2  | 9  | 0.222 | 207 | 262 | 0.79  |

### Troisième week-end
| Groupe K                                      | Groupe L                                             | Groupe M                                         | Groupe N                                    | Groupe O                                                       |
| --------------------------------------------- | ---------------------------------------------------- | ------------------------------------------------ | ------------------------------------------- | -------------------------------------------------------------- |
| Site : Almaty Brésil Cuba Pays-Bas Kazakhstan | Site : Bangkok Russie Thaïlande Allemagne Porto Rico | Site : Sendai États-Unis Tchéquie Japon Bulgarie | Site : Wuhan Chine Serbie Pologne Argentine | Site : Kaohsiung Italie Turquie République dominicaine Algérie |

#### Groupe K
| # | Équipe     | Pts | J | G | Gt | Pt | P | Sp | Sc | Ratio | Pp  | Pc  | Ratio |
| 1 | Brésil     | 9   | 3 | 3 | 0  | 0  | 0 | 9  | 0  | MAX   | 225 | 140 | 1.607 |
| 2 | Pays-Bas   | 6   | 3 | 2 | 0  | 0  | 1 | 6  | 3  | 2     | 200 | 186 | 1.075 |
| 3 | Kazakhstan | 3   | 3 | 1 | 0  | 0  | 2 | 3  | 7  | 0.429 | 193 | 243 | 0.794 |
| 4 | Cuba       | 0   | 3 | 0 | 0  | 0  | 3 | 1  | 9  | 0.111 | 198 | 247 | 0.802 |

#### Groupe L
| # | Équipe     | Pts | J | G | Gt | Pt | P | Sp | Sc | Ratio | Pp  | Pc  | Ratio |
| 1 | Russie     | 7   | 3 | 1 | 2  | 0  | 0 | 9  | 4  | 2.25  | 288 | 243 | 1.185 |
| 2 | Allemagne  | 5   | 3 | 1 | 0  | 2  | 0 | 7  | 6  | 1.167 | 284 | 260 | 1.092 |
| 3 | Thaïlande  | 4   | 3 | 1 | 0  | 1  | 1 | 5  | 7  | 0.714 | 250 | 251 | 0.996 |
| 4 | Porto Rico | 2   | 3 | 0 | 1  | 0  | 2 | 4  | 8  | 0.5   | 209 | 277 | 0.755 |

#### Groupe M
| # | Équipe     | Pts | J | G | Gt | Pt | P | Sp | Sc | Ratio | Pp  | Pc  | Ratio |
| 1 | États-Unis | 8   | 3 | 2 | 1  | 0  | 0 | 9  | 3  | 3     | 272 | 238 | 1.143 |
| 2 | Bulgarie   | 6   | 3 | 1 | 1  | 1  | 0 | 8  | 5  | 1.6   | 284 | 269 | 1.056 |
| 3 | Japon      | 2   | 3 | 0 | 1  | 0  | 2 | 4  | 8  | 0.5   | 267 | 284 | 0.94  |
| 4 | Tchéquie   | 2   | 3 | 0 | 0  | 2  | 1 | 4  | 9  | 0.444 | 263 | 295 | 0.892 |

#### Groupe N
| # | Équipe    | Pts | J | G | Gt | Pt | P | Sp | Sc | Ratio | Pp  | Pc  | Ratio |
| 1 | Chine     | 8   | 3 | 2 | 1  | 0  | 0 | 9  | 3  | 3     | 279 | 232 | 1.203 |
| 2 | Serbie    | 7   | 3 | 2 | 0  | 1  | 0 | 8  | 4  | 2     | 266 | 239 | 1.113 |
| 3 | Pologne   | 2   | 3 | 0 | 1  | 0  | 2 | 5  | 8  | 0.625 | 276 | 282 | 0.979 |
| 4 | Argentine | 1   | 3 | 0 | 0  | 1  | 2 | 2  | 9  | 0.222 | 191 | 259 | 0.737 |

#### Groupe O
| # | Équipe                 | Pts | J | G | Gt | Pt | P | Sp | Sc | Ratio | Pp  | Pc  | Ratio |
| 1 | Turquie                | 6   | 3 | 1 | 1  | 1  | 0 | 8  | 5  | 1.6   | 285 | 244 | 1.168 |
| 2 | République dominicaine | 6   | 3 | 1 | 1  | 1  | 0 | 8  | 5  | 1.6   | 299 | 256 | 1.168 |
| 3 | Italie                 | 6   | 3 | 1 | 1  | 1  | 0 | 8  | 5  | 1.6   | 287 | 252 | 1.139 |
| 4 | Algérie                | 0   | 3 | 0 | 0  | 0  | 3 | 0  | 9  | 0     | 106 | 225 | 0.471 |

## Classement tour préliminaire
| #  | Équipe                 | Pts | J | G | Gt | Pt | P | Sp | Sc | Ratio | Pp  | Pc  | Ratio |
| 1  | Chine                  | 25  | 9 | 7 | 2  | 0  | 0 | 27 | 6  | 4.5   | 775 | 627 | 1.236 |
| 2  | Brésil                 | 23  | 9 | 7 | 1  | 0  | 1 | 25 | 8  | 3.125 | 786 | 625 | 1.258 |
| 3  | Serbie                 | 23  | 9 | 7 | 0  | 2  | 0 | 25 | 8  | 3.125 | 759 | 640 | 1.186 |
| 4  | États-Unis             | 22  | 9 | 6 | 2  | 0  | 1 | 25 | 9  | 2.778 | 785 | 648 | 1.211 |
| 5  | Italie                 | 21  | 9 | 6 | 1  | 1  | 1 | 24 | 9  | 2.667 | 773 | 660 | 1.171 |
| 6  | Japon                  | 19  | 9 | 5 | 2  | 0  | 2 | 22 | 12 | 1.833 | 792 | 703 | 1.127 |
| 7  | Russie                 | 19  | 9 | 4 | 3  | 1  | 1 | 24 | 14 | 1.714 | 849 | 743 | 1.143 |
| 8  | Turquie                | 19  | 9 | 5 | 1  | 2  | 1 | 23 | 12 | 1.917 | 809 | 697 | 1.161 |
| 9  | Bulgarie               | 19  | 9 | 5 | 1  | 2  | 1 | 22 | 13 | 1.692 | 798 | 719 | 1.11  |
| 10 | République dominicaine | 17  | 9 | 4 | 2  | 1  | 2 | 21 | 14 | 1.5   | 786 | 749 | 1.049 |
| 11 | Allemagne              | 16  | 9 | 4 | 0  | 4  | 1 | 21 | 17 | 1.235 | 852 | 769 | 1.108 |
| 12 | Pays-Bas               | 12  | 9 | 4 | 0  | 0  | 5 | 14 | 15 | 0.933 | 619 | 599 | 1.033 |
| 13 | Thaïlande              | 10  | 9 | 3 | 0  | 1  | 5 | 11 | 20 | 0.55  | 671 | 672 | 0.999 |
| 14 | Tchéquie               | 8   | 9 | 2 | 0  | 2  | 5 | 11 | 22 | 0.5   | 686 | 760 | 0.903 |
| 15 | Pologne                | 6   | 9 | 1 | 1  | 1  | 6 | 11 | 23 | 0.478 | 721 | 769 | 0.938 |
| 16 | Argentine              | 5   | 9 | 0 | 2  | 1  | 6 | 10 | 25 | 0.4   | 683 | 815 | 0.838 |
| 17 | Kazakhstan             | 4   | 9 | 1 | 0  | 1  | 7 | 8  | 25 | 0.32  | 623 | 790 | 0.789 |
| 18 | Porto Rico             | 2   | 9 | 0 | 1  | 0  | 8 | 5  | 26 | 0.192 | 568 | 750 | 0.757 |
| 19 | Cuba                   | 0   | 9 | 0 | 0  | 0  | 9 | 3  | 27 | 0.111 | 537 | 734 | 0.732 |
| 20 | Algérie                | 0   | 9 | 0 | 0  | 0  | 9 | 0  | 27 | 0     | 312 | 675 | 0.462 |

## Phase Finale
La phase finale regroupe les 6 équipes qualifiées en une seule poule où chaque équipe va rencontrer les 5 autres. À l'issue de ces rencontres, l'équipe classée première au classement est désignée vainqueur de l'édition 2013 du Grand Prix mondial de volley-ball
| # | Équipe     | Pts | J | G | Gt | Pt | P | Sp | Sc | Ratio | Pp  | Pc  | Ratio |
| 1 | Brésil     | 15  | 5 | 5 | 0  | 0  | 0 | 15 | 0  | MAX   | 378 | 269 | 1.405 |
| 2 | Chine      | 10  | 5 | 2 | 2  | 0  | 1 | 12 | 8  | 1.5   | 445 | 424 | 1.05  |
| 3 | Serbie     | 8   | 5 | 2 | 1  | 0  | 2 | 10 | 9  | 1.111 | 428 | 421 | 1.017 |
| 4 | Japon      | 5   | 5 | 1 | 0  | 2  | 2 | 7  | 12 | 0.583 | 394 | 414 | 0.952 |
| 5 | Italie     | 4   | 5 | 0 | 1  | 2  | 2 | 7  | 14 | 0.5   | 421 | 481 | 0.875 |
| 6 | États-Unis | 3   | 5 | 0 | 1  | 1  | 3 | 6  | 14 | 0.429 | 394 | 451 | 0.874 |

## Distinctions individuelles

### Récompenses lors de la phase finale
- MVP :
- Meilleure marqueuse :
- Meilleure attaquante :
- Meilleure contreuse :
- Meilleure serveuse :
- Meilleure réceptionneuse :
- Meilleure libéro :
- Meilleure passeuse :

## Tableau final
| Place              | Équipe                 |
| ------------------ | ---------------------- |
| Médaille d'or      | Brésil                 |
| Médaille d'argent  | Chine                  |
| Médaille de bronze | Serbie                 |
| 4                  | Japon                  |
| 5                  | Italie                 |
| 6                  | États-Unis             |
| 7                  | Russie                 |
| 8                  | Turquie                |
| 9                  | Bulgarie               |
| 10                 | République dominicaine |
| 11                 | Allemagne              |
| 12                 | Pays-Bas               |
| 13                 | Thaïlande              |
| 14                 | Tchéquie               |
| 15                 | Pologne                |
| 16                 | Argentine              |
| 17                 | Kazakhstan             |
| 18                 | Porto Rico             |
| 19                 | Cuba                   |
| 20                 | Algérie                |